# Moritz Szeps

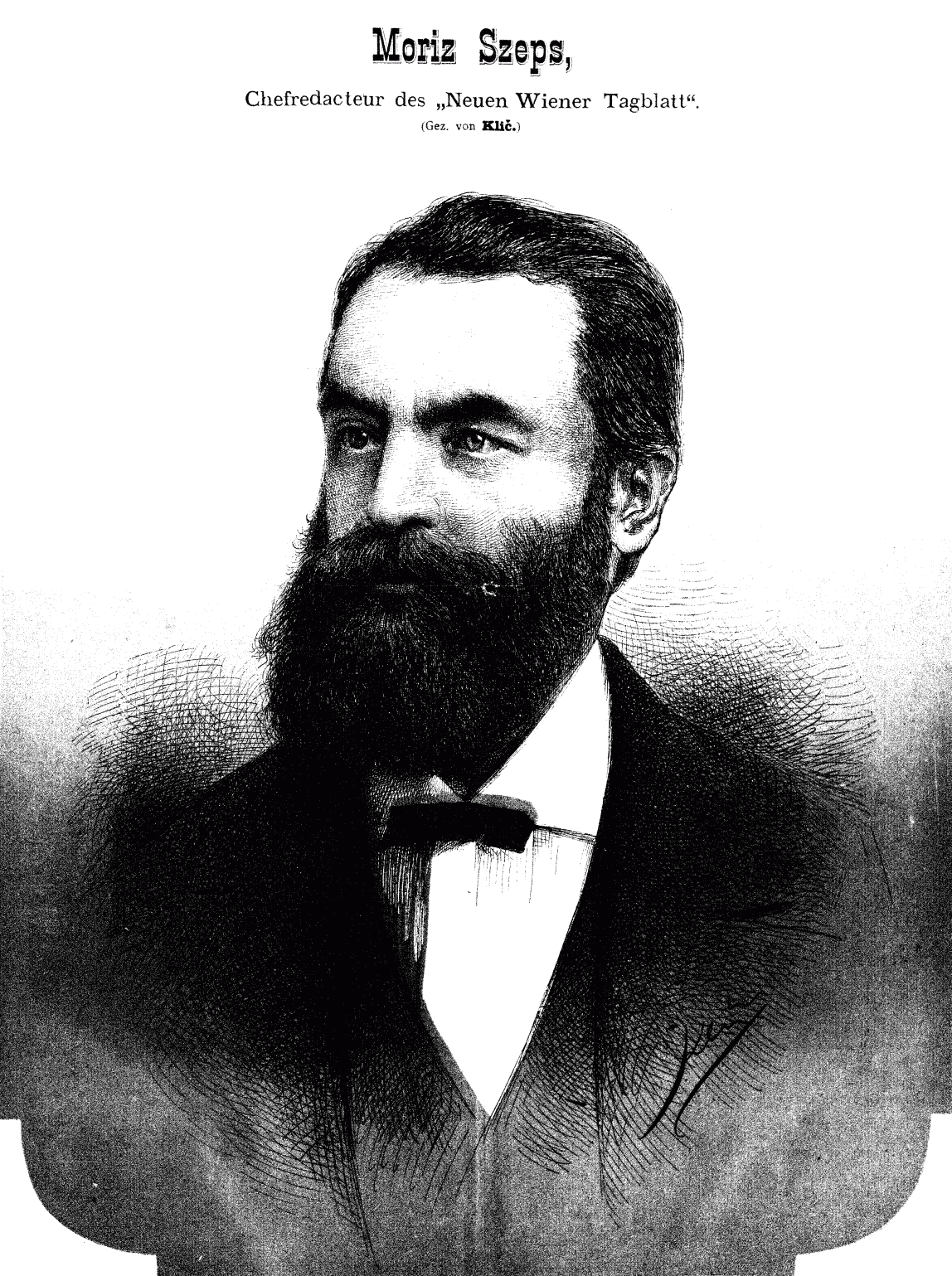
Ilustración de Moritz Szeps, 1880.

Moritz o Moriz Szeps (Busk, Galitzia, hoy Ucrania, 5 de noviembre de 1835 - Viena, 9 de agosto de 1902) fue un periodista y editor de prensa austriaco.

## Vida
Hijo de un médico judío, estudió Medicina en Lemberg y Viena, pero acabó ejerciendo el periodismo.
Entre 1855 y 1867, fue redactor jefe del Morgenpost vienés. En 1867 se convirtió en editor  del Neues Wiener Tagblatt, el principal periódico liberal de la prensa austríaca. Szeps era amigo del príncipe heredero Rodolfo de Habsburgo, y publicó editoriales suyas en su periódico. Tras ser despedido, en 1886, Szeps compró el Morgenpost, y lo rebautizó como Wiener Tagblatt (volvería a cambiar de nombre en 1901: Wiener Morgenzeitung).
Entre 1885 y 1897 vivió en el Palacio Damian del n.º 53 de la Lange Gasse, donde su esposa regentó un salón literario. Szeps tuvo un hijo, Julius Szeps, quien acabaría editando el Wiener Allgemeine Zeitung y el Fremden-Blatt, y dos hijas: Sophie Szeps-Clemenceau (quien se casaría con Paul Clemenceau, hermano del primer ministro francés Georges Clemenceau), y Berta Zuckerkandl-Szeps (escritora y periodista).

## Enlaces
- Breve biografía (en alemán) en Wien.at Archivado el 12 de marzo de 2011 en Wayback Machine.

- Datos: Q1304204
- Multimedia: Moritz Szeps / Q1304204